# ヤイール・ロドリゲス
ヤイール・ロドリゲス（Yair Rodríguez、1992年10月6日 - ）は、メキシコの男性総合格闘家。チワワ州パラル出身。キングスMMA/ハンティントンビーチ・アルティメット・トレーニングセンター所属。元UFC世界フェザー級暫定王者。UFC世界フェザー級ランキング3位。TUF Latin Americaフェザー級優勝。

## 来歴
チワワ州パラルで生まれ、5歳からテコンドーを始め黒帯を取得した。

### 総合格闘技
2011年10月10日、プロ総合格闘技デビュー。ローカル団体で10戦9勝の戦績を収める。

### The Ultimate Fighter
2014年5月、リアリティ番組「The Ultimate Fighter: Latin America」に参加。ケイン・ヴェラスケスが率いるチーム・ヴェラスケスに所属。フェザー級トーナメント1回戦でハンベルト・ブラウン・モリソンと対戦し、三角絞めで2R一本勝ち。2回戦でホドルフォ・ラビオ・ペレスと対戦し、パウンドで1RTKO勝ち。

### UFC
2014年11月15日、UFC 180で行われたフェザー級トーナメント決勝でレオナルド・モラレスと対戦し、3-0の判定勝ち。トーナメント優勝を果たした。
2015年6月13日、UFC 188でチャールズ・ローザと対戦し、2-1の判定勝ち。ファイト・オブ・ザ・ナイトを受賞した。
2016年4月23日、UFC 197でアンドレ・フィリと対戦し、左二段蹴りで2RKO勝ち。パフォーマンス・オブ・ザ・ナイトを受賞した。
2016年8月6日、UFC Fight Night: Rodriguez vs. Caceresでアレックス・カサレスと対戦し、2-1の判定勝ち。ファイト・オブ・ザ・ナイトを受賞した。
2017年1月15日、UFC Fight Night: Rodriguez vs. Pennで元UFC世界二階級制覇王者のBJ・ペンと対戦し、前蹴りから右フックでダウンを奪い、パウンドで2RTKO勝ち。パフォーマンス・オブ・ザ・ナイトを受賞した。
2017年5月13日、UFC 211でフェザー級ランキング2位のフランク・エドガーと対戦し、2RにドクターストップでTKO負け。UFC初黒星を喫した。
2018年5月10日、ロドリゲスが試合オファーを2度にわたり拒否したためUFCからリリースされたが、3週間後、ロドリゲスはUFCと和解しUFCに残ることを発表した。
2018年11月10日、約1年6ヶ月ぶりの復帰戦となったUFC Fight Night: Korean Zombie vs. Rodríguezで大会2週間前のオファーを受けフェザー級ランキング10位のジョン・チャンソンと対戦。壮絶な打撃戦を繰り広げ、試合終了1秒前に身をかがめて下から突き上げる変則の右肘打ちで5RKO勝ち。パフォーマンス・オブ・ザ・ナイトとファイト・オブ・ザ・ナイトを同時に受賞した。
2019年9月21日、UFC Fight Night: Rodríguez vs. Stephensでフェザー級ランキング8位のジェレミー・スティーブンスと対戦し、試合開始15秒にロドリゲスの偶発的なアイポークにより、スティーブンスは試合を続行することができず無効試合となった。試合後にはブーイングが沸き起こり、観客達がボトルやポップコーンをオクタゴン内へ投げ入れる騒動が起こった。
2019年10月18日、UFC on ESPN: Reyes vs. Weidmanでフェザー級ランキング8位のジェレミー・スティーブンスと改めて対戦し、3-0の判定勝ち。ファイト・オブ・ザ・ナイトを受賞した。
2020年8月29日、UFC Fight Night: Smith vs. Rakićでフェザー級ランキング3位のザビット・マゴメドシャリポフと対戦予定であったが、ロドリゲスが足首を負傷し試合を欠場した。
2020年12月3日、米国アンチドーピング機関（USADA）は、ロドリゲスが自身の所在地をUSADAへ12カ月で3回にわたって通知せず、抜き打ち薬物検査を行うことができなかったため、遡って9月8日から6カ月間の出場停止処分を下したことを発表した。
2021年11月13日、約2年1カ月ぶりの復帰戦となったUFC Fight Night: Holloway vs. Rodríguezでフェザー級ランキング1位の元UFC世界フェザー級王者マックス・ホロウェイと対戦。再三にわたって右カーフキックをヒットさせるなど、激しい打撃戦を繰り広げ健闘したものの、グラウンドの攻防で劣勢に立たされ0-3の5R判定負け。敗れはしたものの、2試合連続のファイト・オブ・ザ・ナイトを受賞した。
2022年7月16日、UFC on ABC: Ortega vs. Rodríguezでフェザー級ランキング2位のブライアン・オルテガと対戦。スタンドの攻防で優勢に試合を進める中、1R終盤にグラウンドのボトムポジションから腕ひしぎ十字固めの体勢を取った際に、腕を抜こうとしたオルテガが右肩を脱臼したためTKO勝ち。

#### UFC世界王座獲得
2023年2月11日、UFC 284のUFC世界フェザー級暫定王座決定戦でフェザー級ランキング5位のジョシュ・エメットと対戦し、三角絞めで2R一本勝ち。暫定王座獲得に成功し、パフォーマンス・オブ・ザ・ナイトを受賞した。
2023年7月8日、UFC 290のUFC世界フェザー級王座統一戦で正規王者アレクサンダー・ヴォルカノフスキーと対戦。グラウンドの攻防で圧倒され、3RにパウンドでTKO負け。王座統一に失敗し、暫定王座から陥落した。
2024年2月24日、UFC Fight Night: Moreno vs. Royval 2でフェザー級ランキング4位のブライアン・オルテガと再戦し、肩固めで3R一本負け。リベンジを許した。

## 人物・エピソード
- リオデジャネイロオリンピックミドル級銅メダリストで現プロボクサーのミサエル・ロドリゲス（英語版）は従兄弟にあたる。

## 戦績
| 総合格闘技 戦績 | 総合格闘技 戦績 | 総合格闘技 戦績 | 総合格闘技 戦績 | 総合格闘技 戦績 | 総合格闘技 戦績 | 総合格闘技 戦績 |
| --------------- | --------------- | --------------- | --------------- | --------------- | --------------- | --------------- |
| 26 試合         | (T)KO           | 一本            | 判定            | その他          | 引き分け        | 無効試合        |
| 20 勝           | 8               | 5               | 7               | 0               | 0               | 1               |
| 5 敗            | 3               | 1               | 1               | 0               | 0               | 1               |

| 勝敗 | 対戦相手                           | 試合結果                               | 大会名                                                                 | 開催年月日     |
| ○    | パトリシオ・ピットブル             | 5分3R終了 判定3-0                      | UFC 314: Volkanovski vs. Lopes                                         | 2025年4月12日  |
| ×    | ブライアン・オルテガ               | 3R 0:58 肩固め                         | UFC Fight Night: Moreno vs. Royval 2                                   | 2024年2月24日  |
| ×    | アレクサンダー・ヴォルカノフスキー | 3R 4:19 TKO（パウンド）                | UFC 290: Volkanovski vs. Rodríguez 【UFC世界フェザー級王座統一戦】     | 2023年7月8日   |
| ○    | ジョシュ・エメット                 | 2R 4:19 三角絞め                       | UFC 284: Makhachev vs. Volkanovski 【UFC世界フェザー級暫定王座決定戦】 | 2023年2月11日  |
| ○    | ブライアン・オルテガ               | 1R 4:11 TKO（右肩の負傷）              | UFC on ABC 3: Ortega vs. Rodríguez                                     | 2022年7月16日  |
| ×    | マックス・ホロウェイ               | 5分5R終了 判定0-3                      | UFC Fight Night: Holloway vs. Rodríguez                                | 2021年11月13日 |
| ○    | ジェレミー・スティーブンス         | 5分3R終了 判定3-0                      | UFC on ESPN 6: Reyes vs. Weidman                                       | 2019年10月18日 |
| －   | ジェレミー・スティーブンス         | 1R 0:15 無効試合（故意でないサミング） | UFC Fight Night: Rodríguez vs. Stephens                                | 2019年9月21日  |
| ○    | ジョン・チャンソン                 | 5R 4:59 KO（肘打ち）                   | UFC Fight Night: Korean Zombie vs. Rodríguez                           | 2018年11月10日 |
| ×    | フランク・エドガー                 | 2R終了時 TKO（ドクターストップ）       | UFC 211: Miocic vs. dos Santos 2                                       | 2017年5月13日  |
| ○    | BJ・ペン                           | 2R 0:24 TKO（右フック→パウンド）       | UFC Fight Night: Rodriguez vs. Penn                                    | 2017年1月15日  |
| ○    | アレックス・カサレス               | 5分5R終了 判定2-1                      | UFC Fight Night: Rodriguez vs. Caceres                                 | 2016年8月6日   |
| ○    | アンドレ・フィリ                   | 2R 2:15 KO（左二段蹴り）               | UFC 197: Jones vs. St. Preux                                           | 2016年4月23日  |
| ○    | ダン・フッカー                     | 5分3R終了 判定3-0                      | UFC 192: Cormier vs. Gustafsson                                        | 2015年10月3日  |
| ○    | チャールズ・ローザ                 | 5分3R終了 判定2-1                      | UFC 188: Velasquez vs. Werdum                                          | 2015年6月13日  |
| ○    | レオナルド・モラレス               | 5分3R終了 判定3-0                      | UFC 180: Werdum vs. Hunt 【フェザー級トーナメント決勝】                | 2014年11月15日 |
| ○    | アンジェロ・ドゥアールテ           | 1R 2:12 腕ひしぎ十字固め               | NP - High Altitude Face Off 6                                          | 2014年4月4日   |
| ○    | エドガル・フアレス                 | 1R 0:13 KO（跳び膝蹴り）               | FMP 14: Mexican Fighters Promotions 14                                 | 2013年2月16日  |
| ×    | ルイス・ロベルト・エレーラ         | 1R 1:21 KO（パンチ）                   | FMP 13: Mexican Fighters Promotions 13                                 | 2012年12月20日 |
| ○    | リチャード・アルカラ               | 1R 0:20 KO （膝蹴り）                  | FMP 11                                                                 | 2012年5月25日  |
| ○    | カルロス・リカルド                 | 1R 0:50 三角絞め                       | The Supreme Cage 1                                                     | 2012年3月10日  |
| ○    | ルイス・ロベルト・エレーラ         | 2R 2:20 リアネイキッドチョーク         | FMP 10                                                                 | 2012年3月3日   |
| ○    | エドガー・ボールダラマ             | 1R 2:13 リアネイキドチョーク           | Jueves DIC 22                                                          | 2011年12月22日 |
| ○    | ジョナタン・グスマン               | 5分3R終了 判定3-0                      | FMP 8: Mexican Fighters Promotions 8                                   | 2011年9月17日  |
| ○    | ウィリー・マルチネス               | 3R 2:33 TKO（パンチ）                  | FMP 7                                                                  | 2011年7月30日  |
| ○    | ルイス・ダニエル・ゴンザレス       | 1R 1:37 KO （飛び膝蹴り→パウンド）     | FMP 5                                                                  | 2011年1月29日  |

## 獲得タイトル
- FMPフェザー級王座（2011年）
- The Ultimate Fighter: Latin America フェザー級トーナメント 優勝（2014年）
- UFC世界フェザー級暫定王座（2023年）

## 表彰
- UFC ファイト・オブ・ザ・ナイト（5回）
- UFC パフォーマンス・オブ・ザ・ナイト（4回）
- MMA Fighting ノックアウト・オブ・ザ・イヤー（2018年/ジョン・チャンソン戦）
- MMA Junkie ノックアウト・オブ・ザ・イヤー（2018年/ジョン・チャンソン戦）